# Marianne Linke
Marianne Linke, geb. Berger (* 30. Oktober 1945 in Berlin) ist eine deutsche Politikerin (SED, PDS und Die Linke). Sie war von 2002 bis 2006 Sozialministerin des Landes Mecklenburg-Vorpommern.

## Leben und Beruf
Nach dem Abitur absolvierte Marianne Linke ein Studium der Landwirtschaft (Spezialstudium biologische Stoffproduktion) und der mathematischen Statistik an der Humboldt-Universität zu Berlin. 1973 absolvierte sie ein Zusatzstudium der Meteorologie in Moskau. Sie promovierte 1977 an der Humboldt-Universität (Dissertation A) zum Dr. rer. agr. mit der Arbeit „Der Einfluss meteorologischer Elemente auf den Ertrag von Winterroggen - ein Beitrag zur meteorologischen Ertragsanalyse und Ertragsprognose“. 1984 habilitierte sie sich zum Dr. sc. agr. (Dissertation B) mit der Arbeit „Der Einfluss der Witterung auf den Ertrag von Winterweizen unter Berücksichtigung ausgewählter Standortbedingungen und pflanzenbaulicher Maßnahmen“. Anschließend war sie bis 1991 als Dozentin für Agrarmeteorologie an der Humboldt-Universität zu Berlin und an der Akademie der Wissenschaften der DDR als Leiterin der Abteilung Ökologie sowie des Bereiches Bodenkunde/Fernerkundung tätig. 
Ab 1998 war sie in der Umweltverwaltung des Landes Mecklenburg-Vorpommern tätig und war hier zuletzt Amtsleiterin des Staatlichen Amtes für Umwelt und Natur in Lübz.
Marianne Linke ist verheiratet und hat zwei Töchter.

## Partei
Marianne Linke war Mitglied der SED und blieb auch nach der Umbenennung zur PDS (1990) und der 2007 erfolgten Verschmelzung mit der WASG zur Linken Mitglied.
Linke war von 2001 bis 2003 Sprecherin des Landesparteirates der PDS Mecklenburg-Vorpommern und von 2003 bis 2005 Mitglied des Landesvorstandes der PDS Mecklenburg-Vorpommern.
Im November 2014 trat Marianne Linke nach fünf Jahren als Vorsitzende des Kreisverbandes der Linken in Stralsund nicht mehr zur Wahl an. Marianne Linke agierte gegen die Zusammenlegung ihres Kreisverbandes mit dem Kreisverband Rügen. Ihre Partei war zur letzten Bürgerschaftswahl in Stralsund wegen Unregelmäßigkeiten während eines Listenparteitages nicht zugelassen worden.

## Öffentliche Ämter
Am 6. November 2002 wurde sie als Sozialministerin in die von Ministerpräsident Harald Ringstorff geführte Landesregierung von Mecklenburg-Vorpommern berufen. Linke wird vorgeworfen, die erste rot-rote Koalition auf Landesebene aufgrund persönlicher Interessen gesprengt zu haben. Nach der Landtagswahl 2006 verfügte die rot-rote Koalition über eine rechnerische Mehrheit von einer Stimme. Linke knüpfte ihre Stimme jedoch an ihre persönliche Zukunft als Ministerin. Daraufhin wählte die SPD die sichere Option der Großen Koalition mit der CDU.
Die Kandidatur bei der Bundestagswahl 2005 im Bundestagswahlkreis Stralsund – Nordvorpommern – Rügen war nicht erfolgreich.
Bei der Landtagswahl am 17. September 2006 wurde Marianne Linke über die Landesliste ihrer Partei in den Landtag von Mecklenburg-Vorpommern gewählt. Die Kandidatur im Landtagswahlkreis Rügen I war nicht erfolgreich. Sie war im Landtag Sprecherin der Fraktion Die Linke für Gesundheitspolitik, Kinder- und Jugendpolitik, Forschungs- und Wissenschaftspolitik.
Marianne Linke, die als Widersacherin Helmut Holters galt, scheiterte bei der Wahl um Listenplatz 5 für die Landtagswahl in Mecklenburg-Vorpommern 2011 gegen die parlamentarische Geschäftsführerin der Linksfraktion Regine Lück und schied 2011 aus dem Landtag aus.
Im August 2013 legte sie ihr Mandat im Kreistag Vorpommern-Rügen nieder.

## Mitgliedschaft
Marianne Linke ist Mitglied der Deutschen Meteorologischen Gesellschaft und der Deutschen Bodenkundlichen Gesellschaft. Sie ist Mitglied der Gewerkschaft, des VVN-BdA, gehört zu den Gründungsmitgliedern des Vereins „Rock gegen Rechts Stralsund e. V.“ und ist Mitglied im Verein Erinnerungs-, Bildungs- und Begegnungsstätte Alt Rehse.

## Eklat wegen Boykotts einer Schweigeminute für die Maueropfer
Auf dem Landesparteitag der Linken in Rostock am 13. August 2011 kamen sie und mehrere weitere Delegierte der Aufforderung des Tagungspräsidiums nicht nach, sich zu einer Gedenkminute für die Todesopfer an der Berliner Mauer zu erheben. Sie begründete ihr Verhalten mit den Worten: „Für mich ist der 13. August ein bedeutsames Datum. Heute ist der 140. Geburtstag von Karl Liebknecht, und seiner zu gedenken empfinde ich als besonders wichtig.“ Der Mauerbau dürfe nicht ohne die Ereignisse der Jahre 1933, 1945 oder 1949 betrachtet werden. Die Erinnerung sei nicht auf ein Datum zu verkürzen.

## Kabinett
- Kabinett Ringstorff II